# 威廉斯克里克 (印地安納州)
威廉斯克里克（英語：Williams Creek）是一個位於美國印地安納州馬里昂縣的城鎮。

## 人口
根據2010年美國人口普查的數據，威廉斯克里克的面積為0.87平方千米，當中陸地面積為0.87平方千米，而水域面積為0.00平方千米。當地共有人口407人，而人口密度為每平方千米468人。